# Фартусов, Фёдор Алексеевич
Фёдор Алексеевич Фарту́сов (1926—1994) — советский режиссёр и оператор документального кино. Народный артист РСФСР (1981). Член КПСС с 1973 года.

## Биография
Ф. А. Фартусов родился 28 января 1926 года в Москве. В 1944 году призван в РККА. Участник Великой Отечественной войны. Был демобилизован в 1950 году, работал на ЦСДФ. С 1956 года оператор и режиссёр Дальневосточной студии кинохроники. С 1991 года на пенсии.
Ф. А. Фартусов умер 21 ноября 1994 года.

## Фильмография
- 1958 — Острова Командора
- 1963 — Дальневосточные рассказы; Океан
- 1966 — Рыбачка
- 1970 — Здесь Отчизна моя
- 1972 — Океан — моя судьба
- 1973 — Владивосток
- 1975 — Мы строим БАМ; Подвиг на островах
- 1976 — Владимир Бердышев — первый парень на селе
- 1978 — Татьянина дорога; Л. И. Брежнев на Дальнем Востоке
- 1980 — А кто я есть — рабочий малый
- 1982 — Рассказы о коммунистах Сахалина

## Награды и премии
- народный артист РСФСР (30 марта 1981)
- заслуженный деятель искусств РСФСР (29 сентября 1969)[1]
- Государственная премия РСФСР имени братьев Васильевых (1972) — за фильмы «Рыбачка» (1966), «Здесь Отчизна моя» (1970), «Океан — моя судьба» (1972)
- приз Вкф (1968) — за фильм «Рыбачка»
- приз Вкф (1972) — за фильм «Океан — моя судьба»
- орден Отечественной войны II степени (21 февраля 1987)
- орден «Знак Почёта»
- медаль «За победу над Германией в Великой Отечественной войне 1941—1945 гг.»
- юбилейная медаль «30 лет Советской Армии и Флота»